# Ле-Сюдре
Ле-Сюдре́ (фр. Le Subdray) — коммуна во Франции, находится в регионе Центр. Департамент — Шер. Входит в состав кантона Шарос. Округ коммуны — Бурж.
Код INSEE коммуны — 18255.
Коммуна расположена приблизительно в 210 км к югу от Парижа, в 105 км южнее Орлеана, в 12 км к юго-западу от Буржа.

## Население
Население коммуны на 2008 год составляло 860 человек.
| 1962 | 1968 | 1975 | 1982 | 1990 | 1999 | 2008 |
| ---- | ---- | ---- | ---- | ---- | ---- | ---- |
| 342  | 355  | 425  | 431  | 478  | 712  | 860  |

## Экономика
Основу экономики составляют сельское хозяйство и лёгкая промышленность.
В 2007 году среди 551 человека в трудоспособном возрасте (15-64 лет) 426 были экономически активными, 125 — неактивными (показатель активности — 77,3 %, в 1999 году было 74,2 %). Из 426 активных работали 408 человек (214 мужчин и 194 женщины), безработных было 18 (6 мужчин и 12 женщин). Среди 125 неактивных 61 человек были учениками или студентами, 42 — пенсионерами, 22 были неактивными по другим причинам.

## Достопримечательности
- Церковь Нотр-Дам (XII век). Исторический памятник с 1926 года[3]
  - Бронзовый колокол (1516 год). Исторический памятник с 1943 года[4]
  - Статуя «Мадонна с младенцем» (XIV век). Высота — 80 см. Исторический памятник с 1963 года[5]
- Замок Солье (XVII век)

## Фотогалерея

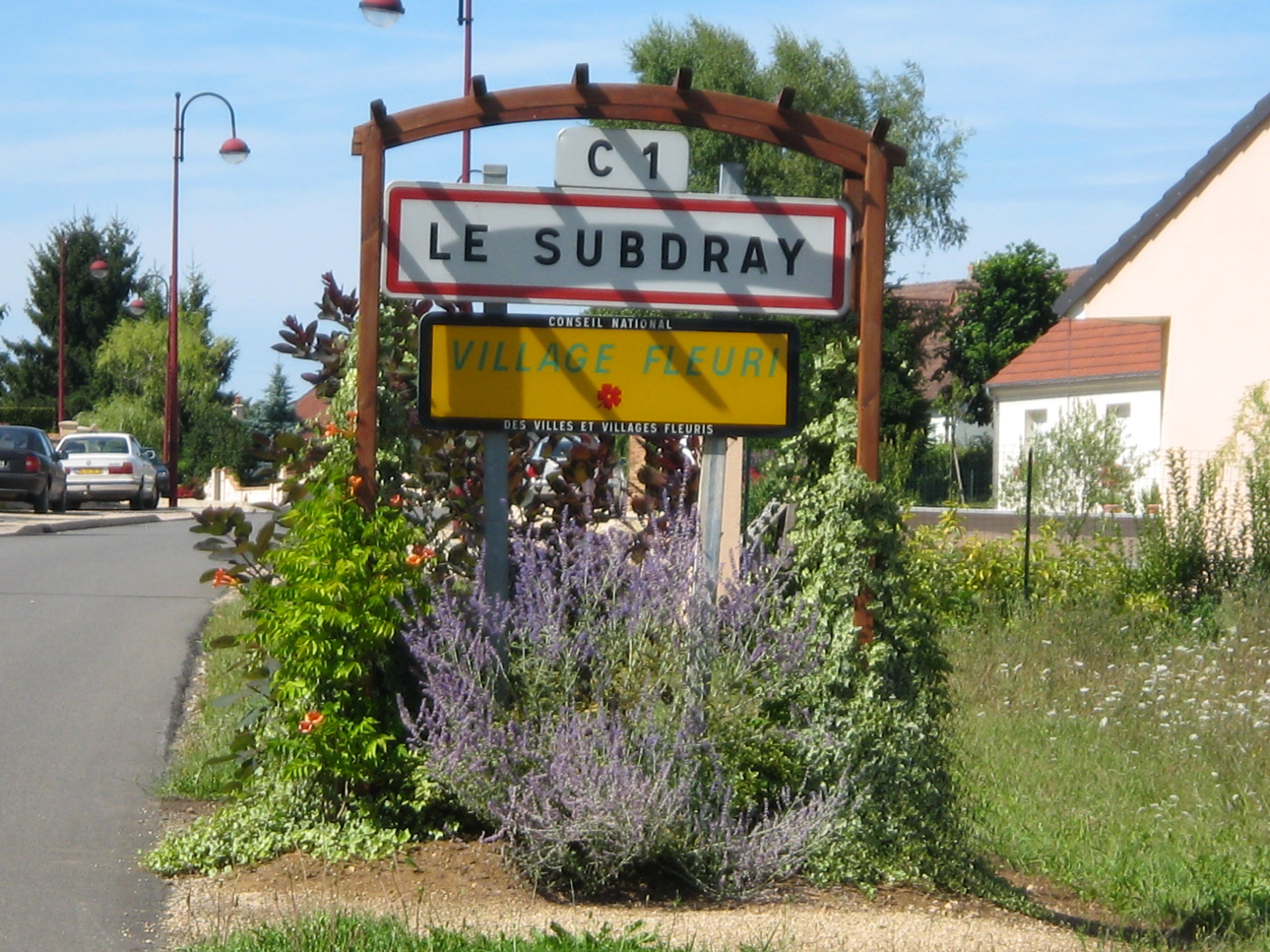
Знак на въезде в Ле-Сюдре
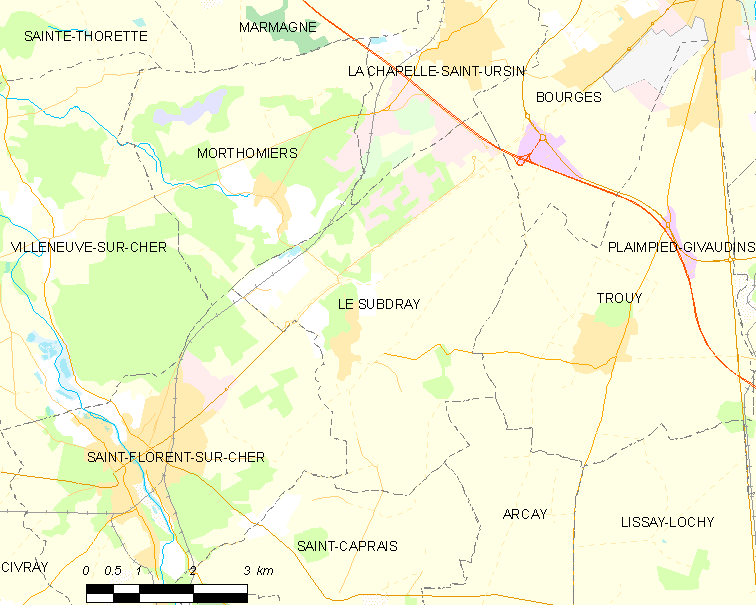
Карта коммуны